# Su e giù per le scale (serie televisiva)
Su e giù per le scale (Upstairs, Downstairs) è una serie televisiva britannica, trasmessa dalla ITV tra il 1971 e il 1975.

## Trama
La serie è ambientata nella Gran Bretagna edoardiana e narra le vicende parallele dei componenti di una famiglia nobile e dei loro domestici che vivono al piano terra.

## Episodi
| Stagione         | Episodi | Prima TV USA | Prima TV Italia |
| ---------------- | ------- | ------------ | --------------- |
| Prima stagione   | 13      | 1971-1972    |                 |
| Seconda stagione | 13      | 1972-1973    |                 |
| Terza stagione   | 13      | 1973-1974    |                 |
| Quarta stagione  | 13      | 1974         |                 |
| Quinta stagione  | 16      | 1975         |                 |

## Produzione
Fra i suoi interpreti figurano le attrici britanniche Jean Marsh e Celia Imrie.

## Distribuzione
In Italia, la serie è stata trasmessa sui canali Rai nel 1978.

## Riconoscimenti
- Golden Globe
  - 1975 - miglior serie drammatica
- Premio Emmy
  - 1974 - migliore serie drammatica
  - 1975 - Migliore serie drammatica
  - 1977 - Migliore serie drammatica

## Remake
La serie ha ispirato il film di Robert Altman, Gosford Park (2001), scritto da Julian Fellowes, che gli è valso il premio Oscar per la migliore sceneggiatura originale.